# Leopold Grimard
Leopold Grimard CSSp (* 20. Oktober 1920 in Saint-Adrien, Québec; † 31. Mai 1996 in Gatineau) war ein kanadischer römisch-katholischer Ordensgeistlicher und Apostolischer Präfekt von Idah.

## Leben
Leopold Grimard trat 1941 der Ordensgemeinschaft der Spiritaner bei. Er legte 1944 die zeitliche und am 14. September 1945 die ewige Profess ab. Am 18. September 1948 empfing er in der Kathedrale Marie-Reine-du-Monde de Montréal durch den Erzbischof von Montréal, Joseph Charbonneau, das Sakrament der Priesterweihe. Am 4. Oktober 1968 bestellte ihn Papst Paul VI. zum ersten Apostolischen Präfekten von Idah.
Grimard trat am 17. Dezember 1977 infolge der Erhebung der Apostolischen Präfektur Idah zum Bistum von seinem Amt zurück. Er starb im Mai 1996 im Centre hospitalier de l’Outaouais in Gatineau.